# Splitska gradska željeznica
Splitska gradska željeznica sustav je prigradskog prijevoza putnika u gradu Splitu. Otvorena je dana 10. prosinca 2006. godine te prometuje na već postojećoj željezničkoj pruzi koja povezuje Split i Perković. Sustav se sastoji od 1 pruge koja prometuje na ukupno 7 postaja: Split, Split-predgrađe, Solin, Kaštel Sućurac, Kaštel Gomilica, Kaštel Kambelovac i Kaštel Stari. Ukupna duljina tračnica je 17,8 kilometara, dok putovanje traje 24 minute. Dio pruge koji ide središtem grada prolazi kroz dva tunela. Sustavom upravlja tvrtka Hrvatske željeznice.
Prethodnica ove pruge začeta je ranih 1990-ih prometovanjem, popularno nazvanog "metroa" na istoj dionici.

## Budućnost

### I. faza
U budućnosti se planira elektrifikacija sustava, uvođenje kompozicija niskopodnih vlakova te otvorenje novih postaja. Od planiranih novih postaja njih 3 zamišljene su kao produžetak pruge i trebale bi se od postaje Kaštel Stari nastaviti prema Splitskoj zračnoj luci, Trogiru i Segetu Donjem. Otvorenje četvrte postaje predviđa stavljanje u funkciju već postojeće podzemne postaje u središtu grada imena Split-Sud. Time bi Split u bliskoj budućnosti mogao postati prvi grad u Republici Hrvatskoj koji ima postaju podzemne željeznice. U planu je i izgradnja dodatnih postaja u Dujmovači koja bi opsluživala predio u kojem je nekoliko komercijalnih centara i industrijska zona.
Postaje koje bi ovim bile stavljene u funkciju su: Seget Donji, Trogir, Zračna luka Split, Kaštel Novi, Sud/Trg HBZ, Dujmovača-Neslanovac, Dujmovača-Vranjic

### II. faza
Stavljanje u funkciju odvojka od postaje Solin do PC Emmezeta i izgradnja postaje/terminusa južno od stare kaštelanske ceste (dr. F. Tuđmana) kod Emmezete i Cemexa.
Izgradnja odvojka pruge od PC Jokera i Brodosplita, preko Spaladium Arene, bazena i Poljuda do Spinuta, gdje je smješteno nekoliko srednjih škola i studentski dom, kako bi ovaj odvojak i terminus Spinut opsluživali zapadni dio centra grada, obrazovne ustanove u tom dijelu grada, kao i najveće sportske objekte u gradu - stadion na Poljudu, plivačke bazene, te Spaladum Arenu i budući toranj i komercijalni centar.
U podzemnom dijelu PC Joker pri izgradnji je izgrađen dio pristupnog puta prema tunelu metroa, te je time ostavljena mogućnost za izgradnju postaje na početku tunela u neposrednoj blizini Jokera i Brodosplita (postaja Brodarica). 
Postaje koje bi ovim bile stavljene u funkciju su: Emmezeta/Cemex, Brodarica, Poljud, Spinut

### III. faza
Pri izmještanju glavnog željezničkog i autobusnog kolodvora na Kopilicu, postaja Trajektna luka trebala bi prestati biti terminus, a pruga bi se nastavila južnim dijelom grada, preko obiju bolnica, Splita 3, Lovrinca, Stobreča i Podstrane do Omiša. Jedan odvojak bi se oko Kamena/Stobreča odvajao preko TTTS-a i Mravinaca do Solina, te tako u Solinu zatvarao "prsten" unutar kojeg bi bili najurbaniziraniji dijelovi Splitske aglomeracije. 
Ova je faza dakako najkompliciranija i najskuplja, dijelom radi potpune neizgrađenosti i problema koji će zasigurno nastati pri inkorporiranju trase i postaja u urbano tkivo grada, a dijelom, kao i obično u Hrvatskoj, radi imovinsko pravnog kaosa u prostoru. Iz tih razloga teško je očekivati bilo kakve stvarne radnje na realizaciji ovog dijela sustava, izuzevši možda dio od trajektne luke do Firula, jer je na tom potezu u planu rješavanje prometnog (cestovnog) zagušenja na potezu od Autohrvatske do Pazara, osobito kroz Zvonimirovu ulicu. Ako se tu bude realizirao cestovni tunel ili bilo kakvo drugo rješenje, usporedna izgradnja ili barem ostavljanje prostora za brzu gradsku željeznicu bila bi poželjna i nadasve praktična solucija.
Postaje koje bi ovim bile stavljene u funkciju su: Firule, Križine/Split 3, Mertojak, Lovrinac, Kamen, Stobreč, TTTS, Mravince, Solin-Centar, Podstrana, Jesenice, Dugi Rat, Duće i Omiš

## Razlozi, mogućnosti financiranja i preduvjeti za izgradnju
Rješenjem prometne povezanosti poteza od Trogira, preko Solina i Splita do Omiša gradskom željeznicom postiže se izraziti ekonomski i nadasve ekološki cilj preusmjeravanja što većeg broja putnika (i tereta) koji si je u jednoj od važnijih smjernica postavila Europska unija. Iz istog razloga (EU prioriteta razvoja željezničke infrastrukture) moguće je i barem djelomično, ako ne i bespovratno financiranje ovog projekta od strane EU, tj iz EU-povezanih izvora financiranja, fondova regionalnog razvoja i kohezijskih fondova. Problem je ponajviše kod toga što se, barem do sada, nažalost u Hrvatskoj nikako nije uspijevalo pronaći dovoljno volje, pameti i vizije da se iskoriste ovakve mogućnosti, pa je za nadati se da će se nešto promijeniti po tom pitanju u budućnosti, osobito sada kad je RH postala punopravnom članicom.
Jedan od važnih čimbenika pri izgradnji ovog projekta je već dovršen tunel kroz sam centar grada na potezu od Kopilice do Trajektne luke, te podzemne postaje na Trgu Hrvatske Bratske Zajednice. Od Dujmovače do Kopilice potrebno je izgraditi drugu cijev ili proširiti već postojeći tunel. Ostatak trase je relativno lako dovesti u stanje potrebno za realizaciju prve faze, elektrifikaciju i izgradnju postaja. Jedini dio koji je potrebno u potpunosti izgraditi "od nule" je spoj od sadašnje postaje u Kaštel Starom, preko Kaštel Novog, Zračne luke i Trogira do Segeta Donjeg. Na toj prvoj liniji ovaj metro bi prolazio područjem koje ima preko 250.000 stanovnika, zračnu luku (koja godišnje ima preko milijun ipo putnika sa stalnim rapidnim rastom), trajektnu luku (s gotovo pet milijuna putnika godišnje, stalnim rastom i predviđenih deset milijuna putnika do 2020.), te najvažnije industrijske i poslovne sadržaje četiriju gradova. Boljim povezivanjem splitske luke s aerodromom i izgradnjom privezišta za mega kruzere Split bi mogao postati i ukrcajno-iskrcajna luka za njih. 
Druga faza povezala bi u sustav i najveće sportske objekte u prometnu infrastrukturu, a treća faza dodala bi još najmanje sto tisuća stalnih stanovnika kako potencijalne korisnike, a za turistički razvoj obalnog područja splita i Omiša imala bi izrazito pozitivan utjecaj. Samim time i isplativost projekta je vjerojatno neupitna, osobito kad se uzme u obzir poticaje koje daje EU pri izgradnji moderne i učinkovite željezničke mreže, jer je željeznica neusporedivo ekološki povoljnija od drugih rješenja za masovni tranzit putnika.
Pozitivan utjecaj na kvalitet življenja u urbanim područjima i ekonomsku ekspanziju gradova koji su implementirali slična rješenja moguće je vidjeti na brojnim primjerima u Europi i širom svijeta (Bilbao, Atena i otali gradovi koji su recentno uveli slične sustave LGŽ-a)